# Sarah Hughes
Sarah Elizabeth Hughes (Great Neck, 2 maggio 1985) è un'ex pattinatrice artistica su ghiaccio statunitense.
Nel 2002, ha conquistato la medaglia d'oro alle Olimpiadi invernali di Salt Lake City.

## Palmarès
GP: Grand Prix; JGP: Junior Grand Prix
| Internazionali            | Internazionali | Internazionali | Internazionali | Internazionali | Internazionali | Internazionali |
| Evento                    | 97–98          | 98–99          | 99–00          | 00–01          | 01–02          | 02–03          |
| ------------------------- | -------------- | -------------- | -------------- | -------------- | -------------- | -------------- |
| Giochi olimpici invernali |                |                |                |                | 1°             |                |
| Campionati mondiali       |                | 7°             | 5°             | 3°             | R              | 6°             |
| GP Finale                 |                |                |                | 3°             | 3°             |                |
| GP Cup of Russia          |                |                |                | 3°             |                |                |
| GP Skate America          |                |                | 4°             | 2°             | 2°             |                |
| GP Skate Canada           |                |                |                |                | 1°             |                |
| GP Sparkassen Cup         |                |                |                | 2°             |                |                |
| GP Trophée Lalique        |                |                | 3°             |                | 2°             |                |
| Vienna Cup                |                |                | 1°             |                |                |                |
| Internazionali: Junior    |                |                |                |                |                |                |
| Campionati mondiali       |                | 2°             |                |                |                |                |
| JGP Finale                |                | 2°             |                |                |                |                |
| JGP Ungheria              |                | 2°             |                |                |                |                |
| JGP Messico               |                | 2°             |                |                |                |                |
| Nazionali                 |                |                |                |                |                |                |
| Campionati statunitensi   | 1° J           | 4°             | 3°             | 2°             | 3°             | 2°             |
| J = Junior                |                |                |                |                |                |                |